# معركة ريهي
معركة ريهي (بالصينية المبسطة: 热河战役، بالصينية التقليدية: 熱河戰役) وتسمى أيضا معركة جيهول، كانت الجزء الثاني من عملية نكا، وهي حملة نجحت فيها إمبراطورية اليابان في الاستيلاء على مقاطعة ريهي في منغوليا الداخلية من أمير الحرب الصيني تشانغ شيويليانغ وضمها إلى دولة مانشوكو الجديدة. دارت المعركة من 21 فبراير إلى 1 مارس 1933.

## خلفية
بعد إنشاء مانشوكو، أطلق جيش كوانتونغ عملية لتأمين حدوده الجنوبية مع الصين من خلال مهاجمة والاستيلاء على ممر شانهاقوان في سور الصين العظيم في 3 يناير 1933. كانت مقاطعة ريهي، الواقعة على الجانب الشمالي من سور الصين، الهدف التالي. أعلن الجيش الياباني أن المقاطعة تاريخياً جزء من منشوريا، وكان يأمل في البداية في تأمينها من خلال انشقاق الجنرال تانغ يولين عن قضية مانشوكو. عندما فشل هذا، تم وضع الخيار العسكري موضع التنفيذ. تم تكليف الفرقة اليابانية السادسة والفرقة الثامنة والواءين المختلطين 14 و33 لهذه العملية، ولواء الفرسان الرابع مع سيارات مدرعة ثقيلة من النوع 92 وسرية الدبابات الخاصة الأولى.
طلب رئيس أركان الجيش الياباني موافقة الإمبراطور هيروهيتو على «العملية الاستراتيجية» ضد القوات الصينية في ريهي. على أمل أن تكون هذه هي آخر عمليات الجيش في المنطقة وأن ذلك سينهي مسألة منشوريا، وافق الإمبراطور، بينما صرح صراحةً أن الجيش لن يتجاوز سور الصين العظيم.

## المعركة
في 23 فبراير 1933، بدأ الهجوم. في 25 فبراير سقطت تشاويانغ وكايلو. في 2 مارس، واجه لواء الفرسان الرابع الياباني مقاومة من قوات سون ديانينغ، وبعد أيام من القتال استولى على تشيفنغ. شنت قوات سون ديانينغ هجومًا مضادًا ضد الفرقة السادسة اليابانية في نفس اليوم، وتوغلت بالقرب من المقر الياباني. في 4 مارس، استولى سلاح الفرسان الياباني وسرية الدبابات الخاصة الأولى بالدبابات من النوع 89  على شنغد، عاصمة ريهي.

## بعد المعركة
تم لاحقًا ضم ريهي إلى مانشوكو. أجبرت حكومة الكومينتانغ تشانغ شيويليانغ على التخلي عن مناصبه «لأسباب طبية». تراجعت القوات الصينية في حالة من الفوضى إلى السور العظيم، حيث بعد سلسلة من المعارك والمناوشات، استولى الجيش الياباني على عدد من النقاط الإستراتيجية، ثم وافق على وقف إطلاق النار وتسوية تفاوضية (هدنة تانغو) بحيث تكون المنطقة منزوعة السلاح بين سور الصين العظيم وبكين. ومع ذلك، ستكون هذه مجرد فترة راحة مؤقتة قبل اندلاع القتال الشامل للحرب الصينية اليابانية الثانية بشكل جدي في عام 1937.

## ملحوظات
1. ↑  "Resistance Wars - Political, Social, Cultural, Historical Analysis Of China". Republicanchina.org. مؤرشف من الأصل في 2021-11-13. اطلع عليه بتاريخ 2015-05-21.
2. ↑  "History". Plala.or.jp. 8 فبراير 1942. مؤرشف من الأصل في 2021-11-15. اطلع عليه بتاريخ 2015-05-21.

## روابط خارجية
- معارك سور الصين العظيم
- تاريخ معارك الدبابات الإمبراطورية اليابانية
- ٢٣ يناير ١٩٣٣ إصدار الوقت «على الركبة المنحنية»
- ٢٧ فبراير ١٩٣٣ عدد الزمن «المطبات والدم».
- ٦ مارس ١٩٣٣ عدد الوقت «حرب جيهول»[وصلة مكسورة]
- ٦ مارس ١٩٣٣ إصدار تايم ، «تو غان تانغ»
- 13 مارس 1933 قضية وقت، «16 المجيد»
- عدد ١١ ديسمبر ١٩٣٣ من الوقت ، «القشة الأخيرة للجنراليسيمو»